# ピアノソナタ (ロイプケ)
ピアノソナタ 変ロ短調 は、ユリウス・ロイプケが作曲したピアノソナタ。

## 概要
この作品は1857年2月に作曲された。この当時のロイプケはヴァイマルのリストの許で暮らしていた。彼が修行のために1856年に移り住んできていた同地では、ヨアヒム・ラフ、ハンス・ブロンサルト、カール・クリントヴォルト、カール・タウジヒ、アレクサンダー・リッター、ペーター・コルネリウス、作家のリヒャルト・ポール、そしてハンス・フォン・ビューローといった面々がリストを囲んでいた。ここでロイプケは演奏者、作曲家としてのキャリアにとって最も重要な時間を過ごすことになる。この後、1857年12月にドレスデンへ向かったロイプケであったが、間もなく体調を悪化させ、医療を求めて赴いたピルニッツで1858年6月3日に他界する。死因は結核だった。
ロイプケのピアノソナタはリストの周りに集う人々のみならずリスト本人からも注目を集め、リストは自ら好んで演奏したとさえいわれる。音楽的にはリストとワーグナーから大きな影響を受けており、リストのロ短調ソナタからはモチーフが引用されている。一方で、ロイプケは「恐るべき独自性」を本作の中に発揮している。リスト研究者のケネス・ハミルトンは本作を次のように評している。
恩師が起こした曲形式と和声への革新の要点を若き作曲家が我がものとし、さらに自らのやり方でそれらを発展させた、真に見事な実例である。
曲は作曲者の弟のオットーの手による編集を経て、1871年12月にリストへの献辞を掲げて出版された。作曲者自身によって行われていたと思われる演奏を除くと、オットーが1864年8月にカールスルーエで行ったのが記録に残る最も古い公開演奏である。

## 楽曲構成
単一楽章で構成されているが、急-緩-急の3つの部分に分けて整理されることが多い。本項もその方法に倣うことにする。演奏時間は約30分。
Allegro maestoso 4/4拍子 変ロ短調
リストのソナタから取られたモチーフによって幕を開ける（譜例1）。第1部の大半はこのモチーフを基にして生成されている。参考のため、リストのソナタから8-11小節目を譜例2として掲載する。譜例1のすぐ後の「quasi Recit.」の箇所では、譜例2がより完全な形で引用される。
譜例1
譜例2
続いてやはり中心的役割を果たす主題が遠隔調にあたるホ長調に出される（譜例3）。この主題は装飾的音型を従えて再度奏される。
譜例3
譜例1を中心として精力的な展開が行われる。「quasi Recit.」のフレーズが挿入され、譜例2が嬰ヘ長調で再現される。これに譜例1と譜例3を織り交ぜた展開が続き、アレグロ・コン・フォーコで譜例1が再現される。情熱的な結尾ののちに静まって、そのまま次の部分へ続く。
Andante sostenuto 3/4拍子 ニ長調
第2の部分では同じ主題が反復される。まず、譜例4がニ長調で導入される。
譜例4
フェルマータを付した全休止を挟み、やや動きのある主題が奏される。ヘ長調となって同じ流れが繰り返される。ニ長調へ回帰して譜例4が分厚い和音を伴って出される。さらに同じ主題は高音部に細かい音型を聞きながら低音に出され、最後に変ト長調、アダージョでもう一度奏でられる。
Allegro assai 6/8拍子 変ロ短調
低音のトレモロに始まる短い導入に続き、アレグロ・アジタートで主題が奏される（譜例5）。この主題は譜例1の音型を用いて生成されている。
譜例5
譜例5を繰り返すと、ただちに譜例6があらわれる。これは譜例3と同じ主題である。
譜例6
「quasi Recit.」となって第1部と同じフレーズが扱われ、譜例5が回帰する。最後に長大なクレッシェンドの頂点で変ロ長調で譜例6（譜例3）が堂々と奏され、譜例1の音型を回想して全曲に幕を下ろす。